# Melampophylax vestinorum
Melampophylax vestinorum là một loài Trichoptera trong họ Limnephilidae. Chúng phân bố ở miền Cổ bắc.